# Haujobb
Haujobb — немецкий электро-индустриальный проект, образовавшийся в 1992 году.

## История
Группа была основана в 1992 году Даниэлем Майером, Деяном Самардзичем и Бьёрном Юнеманом, который покинул группу в 1995 году. Предпочтительные стили электро-индастриал, техно, IDM.
Название группы — Haujobb, происходит от искаженного уничижительного прозвища героев фильма «Бегущий по лезвию», репликантов, которых в оригинале называют skin-job, что по-немецки будет как haut-job.

## Проекты

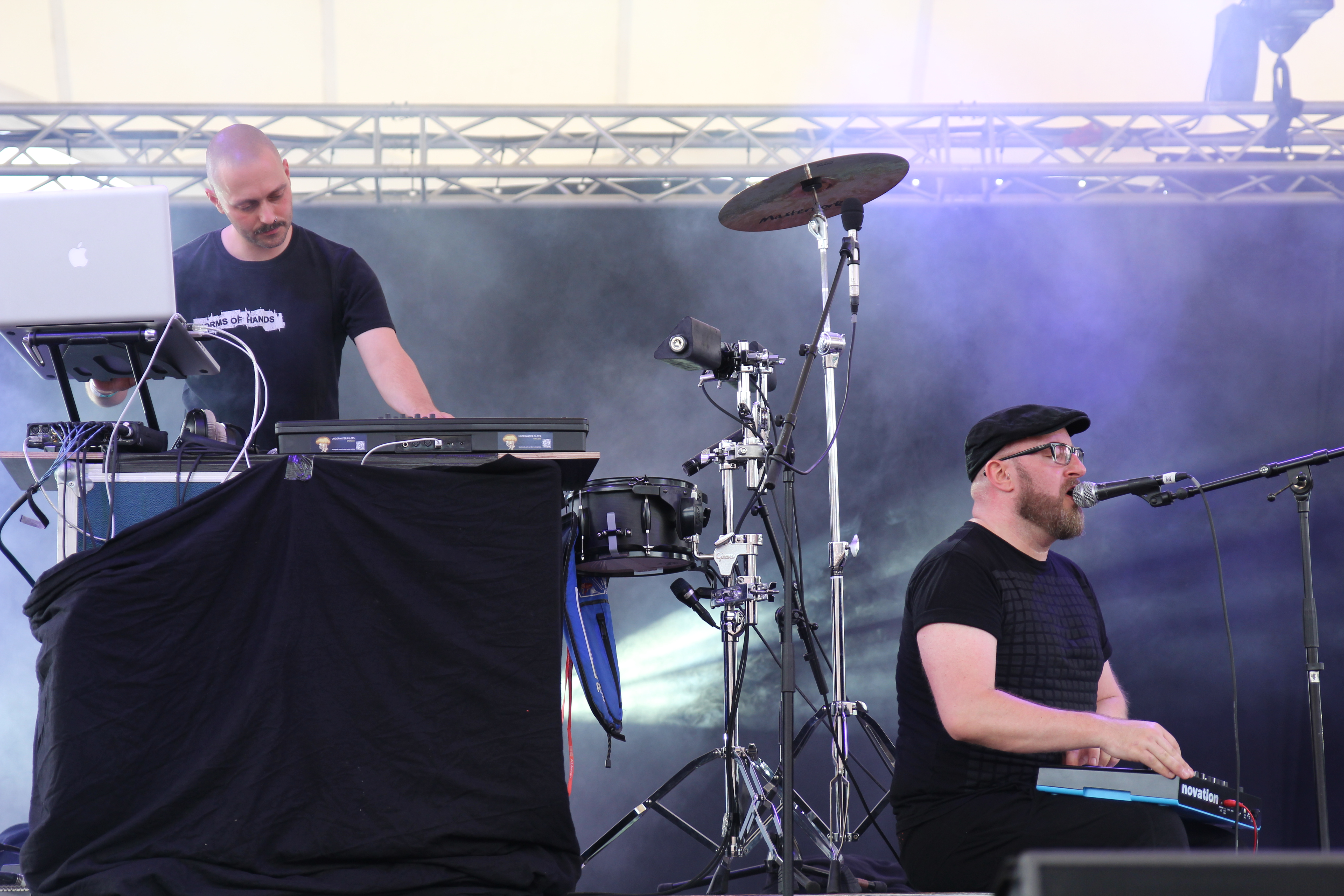
Haujobb, Blackfield Festival 2014

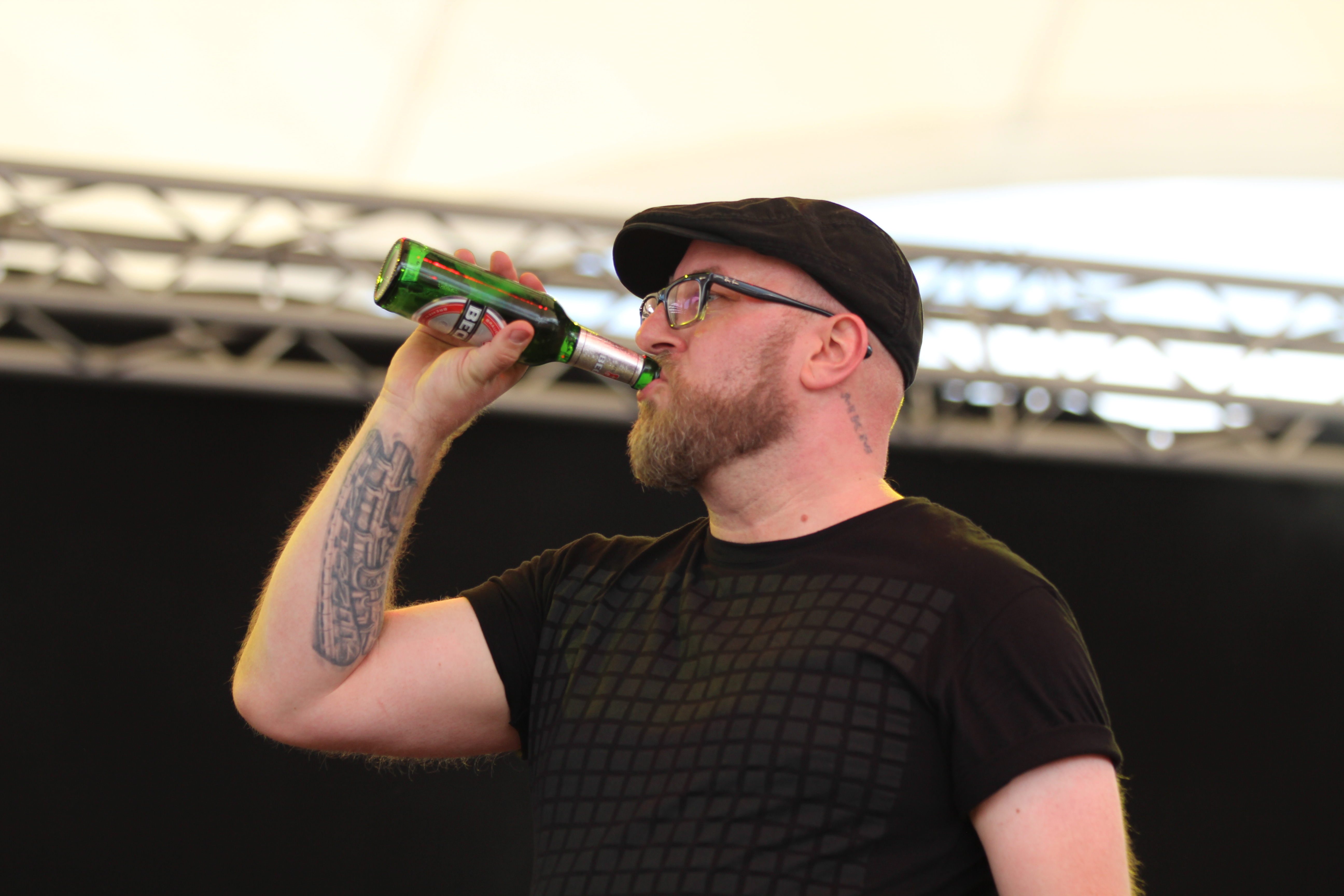
Daniel Myer

В настоящий момент Daniel Myer и Dejan Samardzic продолжают работать под именем Haujobb. Дуэт также известен под имененм Dots+Dashes. В то же время Майер имеет несколько собственных проектов, в том числе Architect, Clear Vision (совместно с Торстеном Мейером), а также ряд других небольших электронных проектов. Самым последним из сторонних сайд-проектов Майера является Destroid, в котором принимают участие Rinaldo Ribi Bite и Sebastian Ullmann.

## Дискография проектов

### Haujobb
- Drift Wheeler, 1993, CS (out of print)
- Homes and Gardens, 1993, CD
- Eye Over You, 1994, CDS
- Freeze Frame Reality, 1995, CD
- Frames: The Remix Album, 1996, EP
- Remix Wars Part One (vs. Wumpscut), 1996, EP
- Solutions for a Small Planet, 1996, CD
- Cleaned Visions, 1996, CD5
- From Homes to Planets, 1997, CD (best of)
- Matrix, 1997, 2CD
- Less, 1998, CD5
- Ninetynine, 1999, CD
- Ninetynine Remixes, 1999, CD
- Polarity, 2001, CD
- Penetration, 2002, EP
- Vertical Theory, 2003, CD
- Vertical Remixes, 2005, CD
- Homes and Gardens 2.0, 2009, CD (ремастериг)
- Dead Market, 2011, EP
- New World March, 2011, CD
- Let's Drop Bombs, 2012, EP

### Cleaner/Cleen/Clear Vision
Стилистика: EBM, Electro, Industrial
- Designed Memories, 1998, CDEP
- Second Path, 1999, CD
- The Voice, 2000, MCD
- Solaris, 2000, CD (как Cleaner)
- The Call, 2002, CDS (как Clear Vision)
- Deception, 2002, CD (как Clear Vision)

### Destroid
- Future Prophecies CD (2004)
- Loudspeaker CD (2007)
- Silent World (Single) (2010)

### Architect
Architect — сайд-проект Daniel Myer, сосредоточенный на более экспериментальном звучании. 
- Galactic Supermarket CD (1998)
- Galactic Edge 12" (1998)
- The Great Architect (1999)
- I Went Out Shopping To Get Some Noise CD (2003)
- Noise Is Out Of Stock 12" (2005)
- Noiseambush E.P. (2005)
- The Analysis Of Noise Trading CD (2005)
- Lower Lip Interface CD (2007)
- Consume Adapt Create (2010)
- Upload Select Remix (2011)
- Mine CD (2013)
- Neon EP (2015)

### h_m_b
- Great Industrial Love Affairs CD (2001)

### Newt
Участники: Andreas Meyer, Daniel Myer. Стилистика: Techno, IDM, Drum n Bass, Experimental
- −273C CD (1997)
- Phaseshifting EP (1998)
- 37C CD (1998)

### Dots+Dashes
- Aircutter EP (1997)
- Dots & Dashes CD (1998)
- Selected Drum Works Vol 1 EP (1998)

### Aktivist
- Ein Abend Mit Mir… 12" (1998)

### S’Apex
- Out There Back On 12" (1998)
- Audiodesign CD (1999)
- Henryk Remixes (2000)

### Hexer
- R:A Vs. Hexer: Compress (1998)
- Hexer Vs. Omega Men (1998)
- Hexer vs. Crunch (1999)
- Paradoxon I & II (1999)

### Myer
- Contra Technique (1998)
- Style 12" (1997)
- Pressure Drop (1998)
- Leavin' Space (1998)